# Habib: meningen med livet
Habib: meningen med livet är en bok för barn i åldrarna 9–12 år, skriven av Douglas Foley och utgiven 2005.

## Handling
Den handlar om en kille vid namn Habib som är runt 11 år gammal. En dag i skolan får eleverna en läxa av sin lärare Maja, att skriva en dagbok. Nej, vad tråkigt tänker Habib, men hans mamma hotar med att dra in veckopengen om han inte skriver. Så han börjar och tycker först att det är tråkigt, men när han väl fortsätter så kan han inte låta bli! Han berättar hur hans dagar är, vad som har hänt o.s.v. Han berättar också om att han är kär i en tjej som heter Paris. Han berättar om sina kompisar Alex och Dani och om hur han grubblar över vad meningen med livet är.
Boken finns även filmatiserad och sändes som en serie i SVT under hösten 2008.

## Uppföljare
- Habib: Friheten minus 4
- Habib: Paris tur och retur
- Habib: På farligt vatten
- Habib: Tre gånger guld
- Habib: Änglar här och där